# Mistrovství světa v zápasu ve volném stylu 1973
Mistrovství světa v zápasu ve volném stylu 1973 se uskutečnilo v Teheránu,  Írán.  

## Přehled medailí

### Volný styl
| Kategorie | Zlato              | Stříbro              | Bronz                    |
| --------- | ------------------ | -------------------- | ------------------------ |
| 48 kg     | Roman Dmitrijev    | Chasan Isajev        | Ochirdolgoryn Enchtaivan |
| 52 kg     | Ebráhím Džavádí    | Arsen Alachverdijev  | Júdži Takada             |
| 57 kg     | Mohsen Farahvaši   | Megdijn Choilogdorž  | Vladimir Jumin           |
| 62 kg     | Zagalav Abdulbekov | Heinz Stahr          | Mohammad Reza Navaei     |
| 68 kg     | Lloyd Keaser       | Nasrulla Nasrullajev | János Kocsis             |
| 74 kg     | Mansour Barzegar   | Ruslan Ašuralijev    | Jan Karlsson             |
| 82 kg     | Vasilij Sulžin     | Vasile Iorga         | Ismail Abilov            |
| 90 kg     | Levan Tedyjašvili  | Horst Stottmeister   | Benjamin Peterson        |
| 100 kg    | Ivan Jarygin       | József Csatári       | Dimitar Nekov            |
| +100 kg   | Soslan Andijev     | Bojan Boev           | Ladislau Şimon           |

## Týmové hodnocení
| Pořadí | Muži volný styl | Muži volný styl |
| Pořadí | Tým             | Body            |
| ------ | --------------- | --------------- |
| 1      | Sovětský svaz   | 55              |
| 2      | Írán            | 28              |
| 3      | Bulharsko       | 28              |
| 4      | Mongolsko       | 18              |
| 5      | USA             | 16              |
| 6      | Rumunsko        | 11              |